# Chirocephalus croaticus
Chirocephalus croaticus là một loài tiên trong Chirocephalidae. Nó được tìm thấy duy nhất tại Croatia và Slovenia và được liệt kê như là một loài dễ bị tổn thương trên sách đỏ IUCN.